# سه‌نفره (مجموعه تلویزیونی بریتانیایی)
سه‌نفره (انگلیسی: Threesome) یک مجموعه تلویزیونی بریتانیایی در ژانر کمدی است که توسط تام مک‌ری نوشته شده و استیون وایت، ایمی هامبرمن و ایمان الیوت در آن نقش ایفا کردند. این سریال حول محور سه دوست به نام‌های آلیس، میچ و ریچی است که در یک شب از مراسم جشن تولدِ آلیس به خانه بازمی‌گردند و در نهایت با هم سکس سه‌نفره می‌کنند که منجر به باردار شدن آلیس می‌شود. سه دوست تصمیم می‌گیرند که به جای سقط جنین، کودک را سه‌نفره بزرگ کنند.

## خلاصه
سه‌نفره یک کمدی دربارهٔ سه دوست صمیمی است که در آستانه ۳۰ سالگی هستند. آلیس (ایمی هامبرمن) با دوست پسرش میچ (استیون وایت) با بهترین دوستشان ریچی (ایمان الیوت) که یک پسر همجنسگرا است با هم در یک خانه زندگی می‌کنند. در یک شب بعد از یک جشن تولد بزرگ برای آلیس، آنها در نهایت ناگهانی یک سکس سه‌نفره انجام می‌دهند که طی آن آلیس باردار می‌شود. اما پس از اینکه میچ متوجه ناباروری ریچی شد، بنابراین به ریچی می‌گوید که او پدر بیولوژیکی نوزاد است. آن سه نفر در نهایت تصمیم می‌گیرند آن کودک را با هم بزرگ کنند.